# Abelia
Abelia é um gênero botânico pertencente a família das Linnaeaceae. Na classificação Sistema de Cronquist este gênero é da família das Caprifoliaceae.
Abelias são arbustos que crescem de 1 a 6 m de altura, nativas do leste da Ásia ( Japão ), Himalaia , sul dos Estados Unidos e México. As espécies de regiões quentes são árvores de folhas perenes, e as de regiões de climas mais frios são caducas. As folhas são opostas ou em espirais, ovadas, brilhantes, com 1,5 a 8 cm de comprimento, verde-escuras, e de bronze-violáceas no outono para as folhas caducas. As flores aparecem nas axilas das folhas e nas extremidades das hastes superiores formando um cimo com 1 a 8 flores. São pendentes, brancas a cor-de-rosa, forma de sino , com corola de cinco lóbulos, 1 a 5 cm de comprimento, e geralmente perfumados.
As Abelias são populares como arbustos ornamentais em jardins. Os mais cultivados são os arbustos híbridos, principalmente a Abelia x grandiflora (Abelia chinensis x Abelia uniflora). Este híbrido é muito ramificado, com ramos arqueados formando uma copa arredondada, que cresce de 1 a 1,8 m de altura. As folhas são ovadas, brilhantes, verdes-escuras, perenes, com 2 a 6 cm de comprimento. As flores apresentam a forma de sinos, brancas a rosadas com 2 cm de comprimento.
Espécies de Abelia são usadas como fonte de alimento para algumas larvas de algumas espécies de Lepidopteras.

## Principais espécies
| - Abelia aitchinsonii - Abelia biflora - (china ) - Abelia buddleioides - (China) - Abelia chinensis - (China) - Abelia coriacea - (México) - Abelia corymbosa - (Ásia Central) - Abelia curviflora - (Japão) - Abelia dielsii - (China) - Abelia engleriana - (China) - Abelia fargesii - (Japão) - Abelia floribunda - (México) - Abelia forrestii - (China) - Abelia integrifolia - (Japão) | - Abelia ionostachya - (Japão) - Abelia macrotera - (China) - Abelia mexicana - (México) - Abelia mosanensis - (Coréia) - Abelia occidentalis - (México) - Abelia parvifolia - (China) - Abelia serrata - (Japão) - Abelia spathulata - (Japão) - Abelia speciosa - (México) - Abelia tomentosa - (Japão) - Abelia taihyonii - (Coréia) - Abelia triflora - (Himalaia) - Abelia umbellata - (China) |

## Referência
- Barnes, P. 2001. Looking at Abelias. New Plantsman 8(2): 78-92.